# Xanthopimpla cuneata
Xanthopimpla cuneata är en stekelart som beskrevs av Krieger 1915. Xanthopimpla cuneata ingår i släktet Xanthopimpla och familjen brokparasitsteklar. Inga underarter finns listade i Catalogue of Life.